# Bonded by Blood
Bonded by Blood – debiutancki album kalifornijskiej grupy Exodus. Pomimo że nagrywanie materiału ukończono latem roku 1984, ze względu na spory zespołu z wytwórnią album ukazał się w roku 1985. Album uznaje się za jeden z najbardziej wpływowych nagrań thrashmetalowych tamtych czasów. Bonded By Blood jest ostatnim albumem (nie licząc 1982 Demo), na którym śpiewa Paul Baloff. Na oryginalnej wersji okładki znajdowały się bliźniaki syjamskie, z czego jeden oznaczał dobro, a drugi zło. Zostało to zastąpione tu logiem zespołu i tłumem w kolorze czarnym i czerwonym.
Reedycja albumu ukazała się tylko w Europie nakładem Century Media Records w roku 1999. Natomiast w roku 1989 Combat Records wydało również reedycję z bonusem w formie dwóch utworów koncertowych.

## Lista utworów
| Nr  | Tytuł utworu                                 | Długość |
| --- | -------------------------------------------- | ------- |
| 1.  | „Bonded By Blood”                            | 3:48    |
| 2.  | „Exodus”                                     | 4:09    |
| 3.  | „And Then There Were None”                   | 4:44    |
| 4.  | „A Lesson In Violence”                       | 3:49    |
| 5.  | „Metal Command”                              | 4:16    |
| 6.  | „Piranha”                                    | 3:50    |
| 7.  | „No Love”                                    | 5:11    |
| 8.  | „Deliver Us To Evil”                         | 7:11    |
| 9.  | „Strike Of The Beast”                        | 3:56    |
| 10. | „And Then There Were None” (utwór dodatkowy) | 4:51    |
| 11. | „A Lesson In Violence” (utwór dodatkowy)     | 3:26    |
|     |                                              | 49:11   |

## Twórcy
- Paul Baloff – śpiew
- Gary Holt – gitara elektryczna
- Rick Hunolt – gitara elektryczna
- Rob McKillop – gitara basowa
- Tom Hunting – perkusja
- Steve Suoza – śpiew (10, 11)